# Décret du 1er février 1792 sur les passeports
Décret du 1er février 1792 sur les passeports eller Passdekretet av 1 februari 1792 var en ny passförordning som infördes i Frankrike 1 februari 1792. 
Den innebar en kraftig reformering av den tidigare passlagen och avskaffade passkravet för resande mellan landets egna provinser, och krävde endast pass för resande över en nationell gräns, något som senare skulle bli praxis även i andra länder. 